# 東京都立明正高等学校
東京都立明正高等学校（とうきょうとりつめいせいこうとうがっこう）は、かつて東京都世田谷区梅丘にあった東京都立高等学校。

## 概要
全日制は千歳高校と統合され芦花高校に、夜間定時制は代々木高校（都立）、及び烏山工業高校と統合され世田谷泉高校となり、2002年3月をもって廃校となった。
跡地は、国士舘大学世田谷キャンパス梅ヶ丘校舎となっている。

## 沿革
- 1941年 - 東京市立青年学校として開校
- 1944年 - 東京都世田谷青年学校と改称
- 1948年 - 学制改革により、昼夜二部定時制の新制高等学校の東京都明正高等学校として発足
- 1949年 - 全日制課程設置
- 1950年 - 東京都立明正高等学校と改称
- 2000年 - 生徒募集停止
- 2002年 - 閉校

## 学校行事
学園祭
例年10月に「神無祭」の名称で文化祭が開催されていた。

## 出身者
- 藤嶋昭 - 化学者
- 馬渕晴子 - 女優
- 古今亭八朝 - 落語家
- 酒井ゆきえ - タレント、元フジテレビアナウンサー
- 川村亜紀 - タレント
- 岡本麻弥 - 声優
- 高橋淳之 - NHK放送研修センター・日本語センターアナウンサー
- 岸学 - お笑いタレント、どきどきキャンプ
- 大門一也 - 歌手、作曲家、政治団体職員
- 吉田山田（吉田結威､山田義孝） - 歌手
- 高橋延仁 - 元サッカー選手
- 中田あすみ - タレント、女優
- 坂口佳穂 - 元ビーチバレー選手